# Oscar Albert Johnsen
Oscar Albert Johnsen (født 13. oktober 1876 på Tjøme, død 11. oktober 1954) var en norsk historiker. Han har skrevet en række bøger om historiske emner.

## Liv og gerning
Han tog artium i 1896, sproglig-historisk embedseksamen 1901, virkede fra 1899 som lærer og var 1902—04 inspektør ved Ragna Nielsens Skole.
Tidlig begyndte han dybtgående, på arkivundersøgelser grundlagte studier i Norges historie. Den første frugt af disse var et prisbelønnet konkurrenceskrift "Hurum Herred, en historisk-topografisk Beskrivelse" fra 1903.

### Bohuslens historie
Med understøttelse af det Hjelmstjerne-Rosencroneske Legat foretog han arkivstudier i København og Göteborg; det vigtigste udbytte heraf var to økonomisk-historiske monografier: "Bohuslens Ejendomsforhold, en historisk-topografisk-statistisk Studie" fra 1905, og "Bidrag til Oplysning om Befolkningsforholdene og Almuens økonomiske Stilling i Bohuslen før Afstaaelsen (1528—1658)" offentliggjort i Norsk historisk Tidsskrift (4. Rk., Bd III, 1905).
Da han fra 1904 af havde fået Gustav Bruuns Legat, kunne han herefter ofre sig helt for sin videnskab. Efter omfattende arkivforskninger udgav han allerede 1906 et større, grundlæggende og sjælden værdifuldt monografisk arbejde, "De norske Stænder, Bidrag til Oplysning om Folkets Deltagelse i Statsanliggender fra Reformationen til Enevældet, 1537—1661" (i Kristiania Videnskabelige Selskabs Skrifter, 1906), med hvilket han juni samme år fik doktorgraden. I 1907 blev han universitetsstipendiat i historie og medlem af Videnskabsselskabet i Kristiania.
I 1906–07 studerede han med statsstipendium i København, Paris og Berlin. Senere foretog han en række studierejser til blandt andre England, Tyskland og Baltikum.[kilde mangler]
Efteråret 1909 udgav han "Hannibal Sehesteds Statholderskab. Et Tidsskifte i Norges Historie", et værk, der som hans tidligere udmærker sig ved i væsentlige punkter at begrunde en ny opfattelse af de med dyb, selvstændig, åndfuld forståelse og i smuk form skildrede personligheder og forhold.